# 小島一恵
小島 一恵（こじま かずえ、1987年10月14日-）は、奈良県田原本町出身の元陸上競技選手。専門は中長距離種目。夫は大塚製薬所属の陸上選手、松本葵。

## プロフィール
- 身長164cm、体重50kg、血液型A型。
- 田原本中学校－立命館宇治高等学校－立命館大学経営学部－豊田自動織機

## 主な経歴
- 2002年、田原本中学校3年時に、全日本中学校選手権で1500m2位、800mを当時の大会新記録で制し、女子MVPに輝く。
- 2003年、立命館宇治高等学校進学後、3年連続インターハイ入賞。2年連続世界クロカン代表に選出され、日本女子ジュニアの連続団体銅メダル獲得に貢献。
- 2006年、立命館大学進学後、インカレやユニバーシアードで上位入賞を果たすなど、学生女子長距離界を代表する活躍を見せる。その中でも、ロードレース（英語版）での強さは際立っており、全日本大学女子駅伝、全日本大学女子選抜駅伝では、いずれも3年連続区間新記録を更新する走りで、立命館大学の3年連続2冠に貢献。
- 2002年から連続出場している全国都道府県対抗女子駅伝では、2005年から2007年にかけて3年連続区間賞（2007年は区間新）、2008年、2009年にはアンカーを務め、それぞれ区間3位、区間2位の走りで、京都チームの5連覇に貢献するなど、2006年以降、駅伝全国大会での無敗を継続中。それらの実績が評価され、2008年、2009年、横浜国際女子駅伝の日本ナショナルチームに選出される。
- 立命館大学卒業後(2010年-)は、豊田自動織機に入社。2017年、引退。

## 自己記録
- 800m　 2分10秒32（2002年）
- 1500m　4分21秒14（2004年）
- 3000m　9分14秒36（2008年）
- 5000m　15分35秒87（2008年）